# Francofolies de La Réunion
Pour les articles homonymes, voir Francofolies (homonymie).
Les Francofolies de La Réunion sont un festival de musique organisé depuis 2017  à Saint-Paul de La Réunion. 

## Historique
Les Francofolies de La Réunion ont été créées en 2017 à l'initiative de Gérard Pont, directeur des Francofolies de La Rochelle et de Jérôme Gélabert, alors directeur du Sakifo Musik Festival, pour qui « il y a sur l’île, un public pour ces musiques francophones, un peu délaissées ces dernières années par le Sakifo, davantage axé sur l’international ». 
Le festival rejoint la Confédération des Francofolies, qui comprend aussi les festivals de Montréal, de Spa, de Sofia et de Nouméa.

## Éditions

### Années 2010

#### 2017
La 1ère édition a lieu du 10 au 12 mars.
Artistes invités : Arno – Broken Back – Caravan Palace – Claudio Capéo – Davy Sicard – Étienne de Crécy – Féfé – Gainsbourg Symphonique – Jim Fortuné – Octave Noire – Olivia Ruiz – Tiloun – Tricodpo – Vavanger(s) – Zaz.

#### 2018
La 2ème édition a lieu du 9 au 11 mars.
Artistes invités : Amadou et Mariam – Bernard Lavilliers – Brigitte – Damso – Danakil – Deluxe – Dolorès – Kaloune – Lo’jo – N’To – Pigment – Pix’L – Raphael – Soviet Suprem – Zarlor Nout Péi.

#### 2019
La 3ème édition a lieu du 8 au 10 mars.
Artistes invités : Bigflo et Oli – Cali chante Léo Ferré – Christine Salem Sinfonik– Clara Luciani – Columbine – Hubert-Félix Thiéfaine – Jeanne Added – Loryzine – Lune of Atlantis – Mélissa Laveaux – Moha La Squale – Naâman – Saodaj’ – Temper – Zanmari Baré.

### Années 2020

#### 2020
Pour la première fois, le Chantier des Francos a lieu le 5 mars au théâtre Luc-Donat, avec Aurus, Grèn Sémé, et Baptiste W. Hamon.
La 4ème édition se déroule du 6 au 8 mars, avec une fréquentation de 19 500 festivaliers.
Artistes invités : Ben l'Oncle Soul – Di#se – Eliasse – Étienne de Crécy – Grand Corps Malade – La Grande Sophie – Maya Kamaty – Nekfeu – PLL – Salut c'est cool – Suzane – Taïro – The Blaze – Videoclub – Votia.

#### 2021
Initialement prévue du 4 au 14 mars, l'édition 2021 est reportée pour cause des restrictions sanitaires liées à la pandémie de Covid-19 à La Ravine Saint-Leu (Saint-Leu) du 1er au 10 octobre. Cependant, la situation sanitaire ne permet pas à cette édition de voir le jour.

#### 2022
La 5ème édition a lieu du 29 septembre au 2 octobre à la Saline-les-Bains (Saint-Paul).
Artistes invités : Teddy Iafare-Gangama – Le Noiseur – Orelsan • 3pour100 • Shyn – Denise – Ga-Ei – Abd Al Malik – Gwendoline Absalon – Alex Sorres – Aurus – Cheikh Ibra Fam – Saodaj' – Charles – Georgio – Grèn Sémé – Hatik – S+C+A+R+R – Manyan –  Rundia –  Davy Sicard – Gauvain Sers – Laura Cahen – Les Négresses Vertes – Mickaël Pouvin – Ziia.

#### 2023
La 6ème édition se déroule du 5 au 10 septembre à Saint-Paul.
Artistes invités : Bigflo et Oli – Lorenzo – Pomme – Pierre de Maere – Selah Sue – Dinos – Nathalie Natiembé – Maya Kamaty – Zaho de Sagazan – Kombo – Cali – Annega – Naâman – Kid Francescoli – Mouvman Alé – Eliasse – Bernard Joron et Teddy Doris – Delixia – Kanasel – Emma Nona – Tribal Perkusion – Alaza – Tess – EAIO
2024
La 7ème édition se déroule du 3 au 8 septembre à Saint-Paul.
Artistes invités : Aleksand Saya - Jeanne Added - Emma Nona - Clara Ysé - Barth - Julien Granel - Mentissa - Zily - Sueïlo - D.Lisha - Nikki Never Dies - Wild Classical Music Ensemble - Tribal Perkusion - Mo'Kalamity & The Wizards - Eddy de Pretto - Bon Entendeur - Adèle Castillon - Aurus Solo - Tine Poppy - Keïla - Del'Eritaz - EAIO - Broza Alex - Ousanousava - Olivia Ruiz - Caravan Palace - Yamé - N'DJI - Etinsel Maloya 